# ファイト (テレビドラマ)
『ファイト』は、2005年度前期放送のNHK「連続テレビ小説」第72作で、2005年3月28日から10月1日まで放送されたテレビドラマである。

## 特徴
群馬県高崎市と四万温泉をドラマの舞台に、一時は父の仕事上のトラブルで家族が離れ離れになり、自身も挫折や友人とのトラブルなどから精神的に傷つき不登校に陥った15歳のヒロイン・木戸優の物語。身を寄せた四万温泉の人々、厩舎の人々、そして運命の出会いの競走馬・サイゴウジョンコに見守られ、家族の幸せを取り戻し、やがて大好きな馬を育て、人々を元気にする牧場経営に意欲を燃やすまでを描く。
1154人が応募したヒロインオーディションで本仮屋ユイカが選ばれ、回想シーンの幼少期は子役が演じたが、放送当時10代の女優が全話通じてヒロインを演じるのは連続テレビ小説史上初となった。
関東地区の2005年の平均視聴率は16.7%、最高視聴率は21.9％（ビデオリサーチ調べ、関東地区・世帯）。
2011年度下半期に放送された『カーネーション』で老年期になった主人公がこのドラマを視聴するシーンが引用されている。

## ドラマの舞台

### 村上厩舎

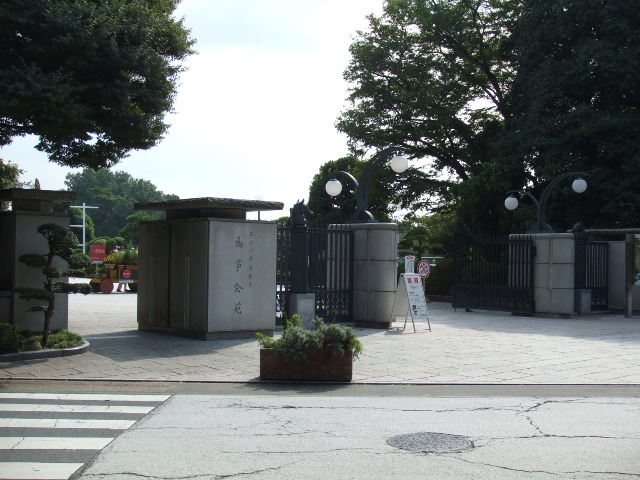
村上厩舎内の撮影が行われた東京都世田谷区の馬事公苑

村上厩舎（群馬県高崎市にある設定）はぐんま競馬場内にある厩舎。中学、高校に通う際に優が毎朝立ち寄っている。
ぐんま競馬場のモデルである高崎競馬場は2004年12月31日限りで廃止された（ドラマ内でも「ぐんま競馬場」は廃止される）。現実での廃止前の高崎競馬では厩舎は境町トレーニングセンター（現在の伊勢崎市）にあったため、高崎市には厩舎は存在しない。
村上厩舎のシーンの撮影は東京・世田谷区の馬事公苑で行われた。厩舎の建物はこのドラマの撮影のために特別に作られたオープンセットで、建物の壁は自在に外しが可能である。厩舎の休憩室（太郎の部屋）でのシーンはここで撮影されたものもある。環境変化に敏感な馬も厩舎のシーンで出演するので村上厩舎の馬房は、本物の厩舎に劣らない立派なものになっていた。撮影終了後は馬事公苑のイベントの時などに一般公開されていたが、ドラマのクランクアップ1周年が近づいた2006年8月に解体作業が始まり、9月中旬までに作業を完了した。

### 駒乃館
駒乃館（群馬県中之条町）は四万温泉にある老舗の旅館。琴子の実家である。優が風花女子高校に合格したお祝いに家族で宿泊する。木戸家が物語の中で一時、旅館の寮に暮らしていた。
館内のシーンはスタジオ撮影だが、旅館前のシーンは四万温泉に実在する旅館の前で撮影した。旅館の主人、駒田隆行役の児玉清は、太平洋戦争中に四万温泉に疎開、幼少期の一時期を過ごした経験がある。
連続テレビ小説で群馬県が主な舞台となるのは初めてとなる。

## 登場人物

### 木戸家とその関係者
木戸優（きど ゆう）
演 - 本仮屋ユイカ（幼少期：山口愛〈回想のみ〉）
ヒロイン。馬などの様々な動物と心を通わせることができる。父親の会社倒産、一家離散、不登校などを乗り越え大きく成長していく。
中学時代はソフトボール部に所属していた。
木戸啓太（きど けいた）
演 - 緒形直人
優の父。「木戸バネ製作所」の2代目社長で根っからの職人。上部のすり替え偽装を発端とした会社の破産、一家離散、さらには交通事故による手の不随危機など数多くの不幸に遭遇する。
木戸亜沙子（きど あさこ）
演 - 酒井法子
優の母。旧姓・高倉。20歳の時に優を出産したため、しばしば優の姉と間違えられる。
木戸檀（きど だん）
演 - 田中冴樹 → 八木俊彦（13歳時、最終回のみ）
優の長弟。初登場時、4歳。無邪気で明るく、悲惨な出来事の続く木戸家の数少ない希望となる。隆行を慕っている。
木戸希（きど のぞみ）
演 - 田中冴樹（5歳時、木戸檀と二役、最終回のみ）
優の次弟。劇中で誕生した。
高倉佳代（たかくら かよ）
演 - 三林京子
木戸3姉弟の祖母で、亜沙子の母。一人暮らしだがしばしば木戸家を訪れて面倒を見る。村上厩舎で義高に一目ぼれする。

### 村上厩舎
村上義高（むらかみ よしたか）
演 - 田村高廣
「村上厩舎」のベテラン調教師。寡黙だが含蓄のある台詞をよく口にする。厩務員となった優に時には厳しく、時には暖かく指導を行う。和太鼓の演奏が特技である。
品川太郎（しながわ たろう）
演 - 瀬川亮
「村上厩舎」の厩務員で、義高の弟子。馬に対する思いは人一倍強いが、人に対しては素直に表せずついついぶっきらぼうな対応をしてしまうことも。馬主となった琴子と恋仲になるが、後に破局する。
サイゴウジョンコ
演 - ダンスアワルツ
芦毛の競走馬で、もう1人（1頭?）の主人公的存在。気難しく人にほとんどなつかなかったが、太郎が気づかなかった病気を察した優に救われてから、優とは互いに心を開く。高崎競馬場で好成績を残す名馬となるが、ケガが元で引退。処分の危機に遭いながらも、最終的には優の開いた「ジョンコぼくじょう」で余生を送る。
西郷吾一（さいごう ごいち）
演 - 藤村俊二
ジョンコの初代馬主。私生活には謎が多く、掴み所の無い飄々とした性格。一時破産してジョンコを今岡に託すが、後に買い戻す。
西郷珠子（さいごう たまこ）
演 - 草村礼子
西郷の5人目の妻で、ミサエの継母。
西郷ミサエ（さいごう - ）
演 - 藤森夕子
西郷の娘。
今岡篤（いまおか あつし）
演 - 井上順
ジョンコの2代目馬主。金儲けのことしか頭になく、ジョンコをレースに出場させた結果ケガをさせてしまい、西郷にジョンコを返す。
金井和也（かない かずや）
演 - 小川隆市
ジョンコの担当獣医。
ジョンコの騎手
演 - 武豊
本人出演

### 四万温泉

#### 駒田家
駒田隆行（こまだ たかゆき）
演 - 児玉清
「駒田旅館」の主人。戦時中だった若いころに東京から四万に疎開したことをきっかけに、前主人の婿養子となって後を継いだ。穏やかな性格で、絹子とおしどり夫婦である。
演じた児玉清も同様に四万へ疎開した経験を持つ。
駒田絹子（こまだ きぬこ）
演 - 由紀さおり
「駒田旅館」の女将。隆行の妻。歌が得意で、しばしば旅館内でリサイタルを開いている。若いころからの夢だった音大入学を告白して家族を驚かせるが、隆行に後押しされて上京。卒業後は再び旅館での仕事を再開する。
駒田琴子（こまだ ことこ）
演 - 川原亜矢子
隆行と絹子の娘。亜沙子とは短大時代の友人で、カラーコーディネーターの仕事を行うキャリアウーマン。お金には無頓着で、興味本位で馬主となったことがきっかけで太郎の恋人となるが、仕事のすれ違いで後に破局してしまう。最終回ではピエールと結婚して、フランスに渡った。
駒田大和（こまだ やまと）
演 - おかやまはじめ
隆行と絹子の息子で、琴子の兄。温厚だが気弱で、仕事をしない妻・敏美の事でいつも悩んでいる。
駒田敏美（こまだ としみ）
演 - 三原じゅん子
大和の妻で、琴子の義姉。ズボラで女将を継ぐ気が毛頭無く、駒田家の悩みの種だったが、家族のために懸命に働く亜沙子を見て一躍奮起し、無事若女将に就任。絹子が大学に入るため「駒田旅館」を一時離れた時は、歌の代わりに手品を宿泊客に披露する。
駒田哲也（こまだ てつや）
演 - 谷山毅
大和と敏美の息子で、琴子の甥。隆行と絹子の孫。
ピエール・ペラン
演 - フローラン・ダバディ
琴子の夫で、隆行と絹子の娘婿。大和と敏美の義弟で、哲也の義叔父。フランス人。

#### その他の人々
笠井竹子（かさい たけこ）
演 - 宍戸美和公
山田松葉（やまだ まつば）
演 - 猫田直
伊藤小梅（いとう こうめ）
演 - 田辺ひかり
「駒田旅館」の仲居。色々訳あって旅館で働くことになった亜沙子・優親子に興味を持ち、いつも噂話ばかりしている。
大山（おおやま）教授
演 - 原田大二郎
「駒田旅館」の宿泊客で医大の教授。宴会場を手伝う未成年の優に酌を依頼する。
小川（おがわ）助教授
演 - 市川勇
「駒田旅館」の宿泊客。無理難題ばかり注文して、優を困らせる。
平田ふみ（ひらた ふみ）
演 - 菅井きん
「駒田旅館」の宿泊客。
「駒田旅館」の宿泊客（名前不明）
演 - 森塚敏
川崎弘道（かわさき ひろみち）
演 - 山口馬木也
整形外科「川崎診療所」の主治医。交通事故で片手の自由を失った啓太を治療する。
川崎（かわさき）診療所の看護師
演 - 津田聖子

### 高崎第三中学校
黒木里夏（くろき りか）
演 - 垣内彩未
優の幼馴染で、親友。中学時代から共にソフトボール部で苦楽を共にしていたが、高校のレギュラー入りの明暗がきっかけで徐々にすれ違いが起きる。さらに、父・修二が関わったバネのすり替え偽装事件などにより、優との間に溝が生じて関係が悪化してしまうが、優の高校復帰を機に無事和解する。
岡部聖也（おかべ せいや）
演 - 三浦春馬
優と里夏の中学時代からの友人で、いつもカメラを携帯している。中学時代は眼鏡をかけた冴えない風貌だったが、進学を機にイメージチェンジを図る。優に片想いしている。
林道彦（はやし みちひこ）
演 - 菊池均也
優の中学時代の担任。ソフトボール部顧問。

### 風花女子高等学校
新庄厚志（しんじょう あつし）
演 - 及川以造
ソフトボール部顧問。風花女子高をソフトボールの強豪に育てた人物で、スパルタ指導を行い生徒達からは鬼監督として恐れられている。しかし、妻の真理だけには頭が上がらない。
片岡真理（かたおか まり） → 新庄真理（しんじょう まり）
演 - 佐藤仁美
優の担任教師。劇中で新庄と結婚する。
東野栞（ひがしの しおり）
演 - 田島穂奈美
北風楓（きたかぜ かえで）
演 - 近野成美
南田萌（みなみだ もえ）
演 - 志田菜々子
優のクラスメート。いつも3人で行動し、里夏の取り巻きとなっている。里夏が優の非難を始めると、優を影で虐める。優の反論を聞くと、逆に里夏を仲間はずれにする。
熊谷洋二（くまがい ようじ）
演 - 東海孝之助
優のクラスメート。
里夏（りか）
苗字は不明。仲間はずれになった直後から、家出を繰り返す。

### 木戸バネ製作所

#### 工場の人々
亀井鉄男（かめい てつお）
演 - 沼田爆
工場長。啓太の父の代から働いていたベテラン職人。
中村洋介（なかむら ようすけ）
演 - 山崎一
中堅職人。バネのチェック担当。
竹中雅彦（たけなか まさひこ）
演 - バカリズム
若手職人。吉本に先輩風を吹かせる。
吉本健（よしもと けん）
演 - 石井智也
若手職人。工場閉鎖の危機時に、志乃とできちゃった結婚する。
吉本（熊谷）志乃（よしもと（くまがい）しの）
演 - 松本加奈子
事務担当。吉本の妻。

#### 和田倉商事
黒木修二（くろき しゅうじ）
演 - 渡辺徹
工場の取引先の担当。啓太の大学時代の先輩で、里夏の父。上部の命令と、啓太との間で苦悩する。

### その他
新井弘基（あらい ひろき）
演 - 小林高鹿
新聞記者。啓太を取材するが、彼が語った和田倉商事の不祥事を勝手に新聞に記載し、木戸バネ製作所閉鎖危機の原因を作ってしまう。
安井葉子（やすい ようこ）
演 - 神津はづき
フラワーアレンジメント。琴子の友人。
青山真也（あおやま しんや）
演 - 星智也
鬼塚（おにつか）
演 - 木村栄
助産師
演 - 白川和子
カメラマン
演 - 田村円
記者
演 - 石本竜介
TVディレクター
演 - 大城英司
TVスタッフ
演 - 遠藤博之
琴子（ことこ）のアシスタント
演 - 荻原明子
啓太（けいた）のバイト先の上司
演 - 森喜行
作業員
演 - 加世幸市
旅館が舞台のテレビドラマの主人公
演 - 羽田実加
同テレビドラマの女将・かつ子
演 - 荒井洸子
その他
演 - 石井めぐる、吉田有希、浅沼晋平、鵜飼一嘉、松川真也、村岡希美、大山高則、久ヶ沢徹、菊川浩二、松下敏郎、柊紅子、田村元治、関えつ子、梅津直美、青山義典、藏内秀樹、廣澤恵、山浦栄、久松夕子

## 今週の歌
番組では「歌う女将」・絹子として登場する由紀さおりが、毎週日本を代表する歌謡曲や叙情歌を劇中に織り込んでいく。
| 放送週 （放送日） | 取り上げた楽曲 （発表年）                                    | 原曲歌手・作者                                              | シチュエーション |
| ----------------- | ------------------------------------------------------------ | ----------------------------------------------------------- | --- |
| 第1週 （3/28）    | ここに幸あり （1956年（昭和31年））                          | 大津美子 詞 - 高橋掬太郎 曲 - 飯田三郎                      | （駒乃館）四万温泉で楽しむ優たち家族の姿が映し出されていく。絹子のステージ。湯に入る啓太と檀、亜沙子と優。焼き饅頭、足湯、スマートボール。宿の玄関での記念写真を撮る家族、そして最後に「幸せな家族だった、幸せでいることが当たり前の家族であった」というナレーション。 |
| 第2週 （4/5）     | 胸の振り子 （1947年（昭和22年））                            | 霧島昇 詞 - サトウ・ハチロー 曲 - 服部良一                  | 練習が終わった後に優が里夏と高崎公園でソフトクリームを食べながら話していると、隆行と腕を組んだ絹子がこの歌を歌いながら唐突に現れる。 |
| 第3週 （4/16）    | 寒い朝 （1962年（昭和37年））                                | 吉永小百合 和田弘とマヒナスターズ 詞 - 佐伯孝夫 曲 - 吉田正 | （駒乃館） 「北風吹きぬく 寒い朝も」で始まる歌に乗せて、逆風にもめげず頑張る家族の姿が映し出される。セイフティーバントをして一塁に駆け込む優、営業する啓太、バイトをする亜沙子。 |
| 第4週 （4/20）    | 小鳥の歌 （1953年（昭和28年）ごろ）                          | 不明 詞 - 与田準一 曲 - 芥川也寸志                          | 駒田家の居間で、敏美が大和に亜沙子の噂話をしている間、隆行は切り絵を作っている。二人が退散した後、隆行は作っていた切り絵を絹子に見せる。それは、ステージで歌う姿を描いたもの（児玉清の作品と推測される）だった。喜んだ絹子はこの歌を歌い出し、隆行もそれに加わる。 |
| 第5週 （4/27）    | 川の流れのように （1989年（平成元年））                      | 美空ひばり 詞 - 秋元康 曲 - 見岳章                          | 住み慣れた家から工場への引越しの荷物を載せた車が動き出すとこの歌が流れ始める。駒の館の玄関で撮った写真を優が見ると、「写真を撮るなら4人一緒と思った」とのナレ。絹子のステージを聴く佳代。切り絵を作る檀とそれを見守る大和、布団を敷く亜沙子と敏美、啓太、最後に、工場で引越しの片づけをしながら写真を見て「おやすみなさい」という優。やはり、あの写真である。 |
| 第6週 （5/3）     | 星影の小径 （1950年（昭和25年））                            | 小畑実 詞 - 矢野亮 曲 - 利根一郎                            | （駒乃館） 客として駒の館に泊まっている佳代（注）が、大和を呼び曲に合わせて躍り始める。大和は敏美に離れろと言われ逃れようとするが、佳代は離さない。亜沙子は「まったくぅ（怒）」と言うが佳代は気にしない。（注）亜沙子が初めて一人で受け持つ客になる。 |
| 第7週 （5/14）    | 見上げてごらん夜の星を （1963年（昭和38年））                | 坂本九 詞 - 永六輔. 曲 - いずみたく                         | （駒乃館） 「大事な人の幸せを願う」この歌をリクエストした西郷が映された後、通学する優が映される。学校で仲間はずれにされている里夏。「ふたりなら苦しくなんかないさ」という歌詞。練習する里夏とすれ違う優。メールを受け取る優「私ソフト頑張る！、優の分も。里夏」。次の日から優は学校に行けなくなる |
| 第8週 （5/17,18） | サイゴウジョンコ応援歌 （番組オリジナル楽曲）                | 由紀さおり（※） 詞 - 橋部敦子 曲 - 榊原大                   | （5/17）ジョンコが初めて東京のレースに出る日、ジョンコを応援するために駒乃館の家族はテレビの前に集まっている。応援の切り絵を持っている檀も隆行の隣にいる。やがて、亜沙子もこの輪に加わると、絹子は自作の応援歌を披露し、全員で合唱する。この後、レースが始まりジョンコは優勝し、喜ぶ優がテレビに映し出される。（5/18）檀が優を元気づけるために共に歌う。 |
| 第9週 （5/25）    | 手のひらを太陽に （1962年（昭和37年）ごろ）                  | 不明 詞 - やなせたかし 曲 - いずみたく                      | 工場の従業員だった中村の家族が駒の館に泊まりに来る。絹子は彼を湯に入らせるために預かった赤ちゃんを優に渡してこの歌を歌い始める。赤ちゃんを抱きながら微笑む優が映される。このあと、「やっぱり人とふれあう仕事にしようかなぁ」と優はつぶやく。 |
| 第10週 （6/4）    | おかあさん （不明）                                          | 不明 詞 - 西條八十 曲 - 中山晋平                            | 檀の家出事件が解決した夜、絹子は隆行を膝枕にのせながら、大和や琴子が檀と同じ年だったころに思いをはせて歌う。うとうとした亜沙子に毛布をかぶせる優、そばで琴子が窓越しに見つめる先には月がある。檀の寝顔を見つめる啓太、佳代。月を見上げる大和と敏美、再び琴子、亜沙子、優、啓太、そして「おかあさん」と寝言でつぶやく檀。最後に再び月が映し出される。 |
| 第11週 （6/11）   | BELIEVE （1998年（平成10年））                               | エンジェルスハーモニー 詞 - 杉本竜一 曲 - 杉本竜一          | 優に駒乃館に招待された啓太を囲み久しぶりに談笑する家族。そして、絹子のステージを見る啓太、亜沙子、檀が映し出される。懸命に働く優は、一区切りがつくとステージを覗き、楽しんでいる3人の姿を見て微笑む。星が映し出され、それを見つめていたのは仕事が終わり露天風呂に浸かっている優だった。そして、そこに敏美が登場する。 |
| 第12週 （6/15）   | はるかな友に （1962年（昭和37年））                          | ボニージャックス 詞 - 磯部俶 曲 - 磯部俶                    | 隆行が四万に疎開した時の話を優にした数日後、疎開時代の友達が例年のように泊まりにやってくる。彼らを迎える隆行ら従業員達。夜になり彼らと肩を組み絹子の歌を聴く隆行、そして、その姿を微笑みながら見つめる優。「優はうらやましく思った。うらやましくて、うらやましくてたまらなかった。」というナレ。 |
| 第13週 （6/24）   | 風 （1968年（昭和43年））                                    | はしだのりひことシューベルツ 詞 - 北山修 曲 - 端田宣彦      | 屋上で風に吹かれて夜景を見つめる優、場面が変わり隆行のそばで絹子が歌い始める。睦まじい敏美と大和、ジョンコと村上、テレビを見て微笑む佳代、お盆を磨く亜沙子、紙飛行機を折り川崎に見せに行く檀、外に出かける啓太、寝ぼける太郎。再び屋上の優、太郎を想うのだろうか？琴子が帰ってきて、夜景をみる優の姿が最後に映し出される。 |
| 第14週 （7/1）    | 冬の星座 （発表年不明）                                      | （文部省唱歌） 詞 - 堀内敬三 曲 - ヘイス                    | クリスマスの夜、眠る檀、その横にあるクリスマスプレゼントを入れるための赤い靴下が映し出される。空から映し出された東京の夜景、東京タワーの周辺が映し出される。その空の下で、パンダの姿で看板を持ち働く啓太、耳には、赤い帽子をかぶっている。夜景を経て、客の部屋で布団を用意する亜沙子がいる。そばには、幸せそうなカップル、亜沙子はややふくれ面である。クリスマスツリー、クリスマスパーティーの後で、次の日の仕事が始まるまでを太郎の部屋で寄り添い見つめ合って過ごす琴子と太郎がいる。そして、部屋にいる優、アイロンをかける佳代の傍らで、膝を折り座り琴子のところで作ったクッションに顔を埋めている。ため息、そして、「優が恋をした」というナレ。 |
| 第15週 （7/8）    | 愛燦燦（あいさんさん） （1986年（昭和61年））                | 美空ひばり 詞 - 小椋佳 曲 - 小椋佳                          | 年末になり啓太が東京からやってきた夜、絹子のステージを見る木戸家の四人、檀を肩車にのせている啓太、横にいる優と亜沙子。絹子の歌う姿と、照明の係をしながら見守る隆行。優、啓太と檀、亜沙子が再び映し出される。幸せそうである。 |
| 第16週 （7/16）   | なごり雪 （1975年（昭和50年））                              | イルカ 詞 - 伊勢正三 曲 - 伊勢正三                          | 琴子が結婚相手として太郎を連れてきた日の夜、隆行はひとりでコップ酒を飲んでいる。別の所で頬杖をつき座る琴子。厩舎の部屋で同じく頬杖をつきすわる太郎、元気のない太郎を入り口のところから心配そうに見つめる村上。駒田家の台所で元気なくすわる優。そして、隆行がやってくる。 |
| 第17週 （7/20）   | 夜明けのうた （1964年（昭和39年））                          | 岸洋子 詞 - 岩谷時子 曲 - いずみたく                        | 絹子が4月からは自分は女将を退き、代わりに敏美が女将になると発表した夜、絹子はいつものようにステージで歌い始める。お客を席に案内する敏美、いつにも増して生き生きしている。それを暖かく見守る優と亜沙子。歌う絹子を敏美と大和が仲良く見つめる。優と亜沙子の視線の向こうには、ベッドに横たわり、まだ動かない指を見つめる啓太がいた。 |
| 第18週 （7/28）   | ふれあい （1974年（昭和49年））                              | 中村雅俊 詞 - 山川啓介 曲 - いずみたく                      | 病院にやってきた亜沙子に「いままでありがとう」と啓太が気持ちを伝えた夜、絹子の歌を聴いている亜沙子がいた。部屋でボールを使いリハビリをする啓太。勉強をしている優と、眠っている檀。駒の館の一室でたたずむ亜沙子、赤い服を着ている。上に白いものを羽織り、家に戻ってくる亜沙子を佳代を含めた家族は迎える。 |
| 第19週 （8/6）    | 翼をください （1971年（昭和46年））                          | 赤い鳥 詞 - 山上路夫 曲 - 村井邦彦                          | 啓太は工場の機械を覆っていた白い布をとりさり、バネを作りはじめる。亜沙子はそばで啓太を助けている。厩舎では優が馬のそばで掃除をしている。電話で営業をする啓太。干草の手入れをしている優に、馬から降りた太郎が声をかける。工場に戻ってくる啓太、注文が取れたのを知り喜ぶ亜沙子。コーヒーを飲み団欒する。続々と増えていく注文票、そしてついに従業員を呼び寄せる日がやってくる。 |
| 第20週 （8/13）   | 埴生（はにゅう）の宿 （発表年不明、原曲「Home Sweet Home」） | 不明 訳詞 - 里見義 曲 - ビショップ                          | 佳代が村上を招いて木戸家では夕食をとっている。村上は多少戸惑っているが、佳代は楽しそうである。村上の見つめる先に東京のクラブで歌う絹子がいる。客席で聞いている琴子と隆行、琴子の思いの先は、厩舎の部屋で引越しの準備をしている太郎である。食事が終わり村上を見送る木戸家の人々。優は、村上が振り返りまた挨拶をするところを見る。そして、思いは、厩舎で馬の世話をする太郎の元へ。しかし、彼の思いは琴子にある。ジョンコの初勝利の時に映した写真を手に取る優、そこに写っている太郎を見つめている。そして場所は変わって、村上厩舎。馬房で太郎はジョンコを見つめている。                                                                               |
| 第21週 （8/18）   | 赤いサラファン （1833年）                                    | 詞 - ツィガーノフ 訳詞 - 津川主一 曲 - ワルラーモフ         | 東京のクラブで歌う絹子、それを客席で見つめる佳代。机に向かい仕事をする琴子、見つめる先にはジョンコのもとにいる太郎がいる。太郎たちと写っている写真を自分の部屋で見つめる優、馬に乗る太郎を思い浮かべる。 |
| 第22週 （8/24）   | ブラームスの子守り歌 （発表年不明）                          | 不明 訳詞 - 堀内敬三 曲 - ブラームス                        | クラブで乾杯をする琴子と西郷のもとに、隆行が現れるが、妙に気張った格好をしている。舞台裏から出てきた絹子を、大学の友人がハイタッチで迎える。それに応える絹子であるが、隆行の姿をみて何かをささやく。琴子は「素敵」と行っているのだと気づき、隆行に伝える。隆行は立ち上がり、絹子は歌い始める。場面は、厩舎の部屋でお茶を飲む村上と佳代に移り変わる。太郎は気を使って厩舎でパンを食べているようである。洗物をする優、絵を描く檀、寝室で臥せっている亜沙子に声をかける啓太。そして、優と檀のもとに啓太が戻ってくる。檀が書き終えた絵は亜沙子を描いたものであり、優と啓太はそれを見て感心する。                                                       |
| 第23週 （8/30）   | 東京ラプソディ （1936年（昭和11年））                        | 藤山一郎 詞 - 門田ゆたか 曲 - 古賀政男                      | 優に敏美が「気晴らしに一緒に行かない？」と敏美が言った後、場面は切り替わり、東京タワーの夜景が映し出される。クラブで歌を歌う絹子が映し出され歌いはじめる。テーブルを囲み、優、隆行、大和が座っており、絹子の歌に拍手をしている。「たーのしみやこ」「こーいのみやこ」と歌うと、客席から「都」と応答が来る。歌に区切りがつくと敏美がマジックを行う。その後、また絹子を歌が続き、最後にまた敏美がステージに登場する。 |
| 第24週 （9/8）    | 花 （1980年（昭和55年））                                    | 喜納昌吉&チャンプルーズ 詞 - 喜納昌吉 曲 - 喜納昌吉         | クラブで絹子が歌い始める。川の流れが映し出した後に、切り絵をする隆行、馬を見つめる村上、馬の世話をする優が映し出される。最後に再び絹子の歌う姿が映し出される。 |
| 第24週 （9/9）    | サイゴウジョンコ応援歌・アカペラヴァージョン                 | ※詳細は第8週参照                                            | ジョンコの引退式。 |
| 第25週 （9/17）   | 愛の讃歌（HYMNE A L'AMOUR） （1958年（昭和33年））           | 越路吹雪 訳詞 - 岩谷時子 曲 - MONNOT MARGUERITTE ANGELE     | 群馬交響楽団のコンサートにおいて、絹子がその演奏をバックに歌を歌うことになる。歌う前に「今日はあなたのために歌うわ」と絹子が隆行に伝える。歌が始まり、客席にいる優、岡部、檀、啓太が映し出される。家で子供を抱く亜沙子、子供を囲む敏美と大和。再びコンサート会場で絹子を舞台の袖から見守る隆行と琴子が映し出される。客席の優と太郎、佳代と村上、再び優と岡部。「あなたと二人」と絹子が歌った時に涙ぐむ隆行。再び優と岡部、横目に見る太郎。優の手を握る岡部、少し戸惑いながら握り返す優。絹子は歌い終わり、拍手が起きる。 |
| 第26週 （9/23）   | いつでも夢を（1962年（昭和37年））                           | 橋幸夫、吉永小百合 詞 - 佐伯孝夫 曲 - 吉田正                | （駒乃館）久しぶりの絹子のステージである。優の一家が優の高校卒業を祝って駒乃館に泊まりにきたのであろうか、客席にいる。啓太はタオルを首にかけ、亜沙子は子供を膝に乗せている。照明をする隆行、再び優の一家、いつもより優が長く映し出される。中居の三人組と敏美、隆行と大和、そして最後に優の一家が映し出される。 |
| 第27週 （9/28）   | 涙そうそう（2000年（平成12年））                             | 夏川りみ、森山良子、BEGIN 詞 - 森山良子 曲 - BEGIN          | （駒乃館）絹子が歌いだすと、工場の従業員と共に啓太が客席にいる。照明をする隆行、敏美と大和。琴子の部屋で子供を抱く亜沙子。太郎と共にジョンコを引いて楽しげに話しながら歩く優が映し出される、やがて、厩舎でジョンコを挟んで寄り添いあう二人がいた。 |

（※）2005年8月の放送から、ストーリー展開上時間が余った場合に、本仮屋らが歌うヴァージョンが放送されている。ちなみにこれが初めて放送されたのは後述の特別編だった。

## オープニング
本番組のオープニング大草原でヒロインが動物のスケッチをする様子が取り上げている。

## エンディング
動物とふれあいの絵を西原理恵子が描いたものを取り上げている。

## スタッフ
- 作 - 橋部敦子[2]
- 音楽 - 榊原大[2]（絹子のピアノ伴奏者役で、本編にも出演）
- オーケストレーション - 啼鵬
- 演奏 - 群馬交響楽団（挿入歌「愛の賛歌」演奏時に、本編にも出演）
- 指揮 - 高関健（挿入歌「愛の賛歌」演奏時に指揮者役で、本編にも出演）
- 挿入歌 - 「サイゴウジョンコ応援歌」
  - 作詞 - 橋部敦子、作曲・編曲 - 榊原大、歌 - 由紀さおり／本仮屋ユイカ、田中冴樹
- 題字・タイトル画 - 西原理恵子（路上の絵描き役で、本編最終回にも出演）
- 語り - 柴田祐規子アナウンサー[2]
  - ※競馬場でのレース実況アナウンスはNHKのスポーツ中継に出演するアナウンサーが出演した。
- 副音声解説 - 江原正士、松田佑貴
- 群馬ことば指導 - 徳山富夫
- ばね制作指導 - 小松節子
- 所作指導 - 橘左翁
- インテリアコーディネート - 荒井修
- 医事指導 - 徳永祐二
- 手品指導 - マギー勝司（手品の先生役で、本編にも出演）
- 出産指導 - 大葉ナナコ
- 撮影協力 - 群馬県、群馬県高崎市、四万温泉協会、日本中央競馬会
- 制作統括 - 鈴木圭
- 制作 - 城谷厚司
- 美術 - 有森弘、服部正子、岩倉暢子
- 技術 - 川崎和彦、宮路信広
- 音響効果 - 畑奈穂子、佐藤あい、吉田直矢、菅野秀典
- 記録 - 野田茂子
- 編集 - 高室麻子
- 撮影 - 黒川毅、井上修、永野勇
- 照明 - 久慈和好、寺田博、中村正則
- 音声 - 鈴木克明、上村悦也、浜川健治、小林清
- 映像技術 - 兼沢将人、真弓敬司、難波利文、片田直行
- 美術進行 - 柿崎恒明、関本千恵、鳴原広起、萩原春樹
- 演出 - 小林武、伊勢田雅也、東山充裕、亀村朋子、椰川善郎、吉田努、久保田充

## 放送日程
サブタイトルは、第24週を除き平仮名になっている。
| 放送週 | 回数      | 放送日             | サブタイトル   | 演出       |
| ------ | --------- | ------------------ | -------------- | ---------- |
| 第01週 | 1 - 6     | 3月28日 - 04月02日 | しあわせ       | 小林武     |
| 第02週 | 7 - 12    | 4月04日 - 04月09日 | すりかえ       | 伊勢田雅也 |
| 第03週 | 13 - 18   | 4月11日 - 04月16日 | ただしいこと   | 伊勢田雅也 |
| 第04週 | 19 - 24   | 4月18日 - 04月23日 | さよなら       | 東山充裕   |
| 第05週 | 25 - 30   | 4月25日 - 04月30日 | がんばらなきゃ | 東山充裕   |
| 第06週 | 31 - 36   | 5月02日 - 05月07日 | ありがとう     | 伊勢田雅也 |
| 第07週 | 37 - 42   | 5月09日 - 05月14日 | ともだち       | 久保田充   |
| 第08週 | 43 - 48   | 5月16日 - 05月21日 | しんじる       | 伊勢田雅也 |
| 第09週 | 49 - 54   | 5月23日 - 05月28日 | はたらく       | 亀村朋子   |
| 第10週 | 55 - 60   | 5月30日 - 06月04日 | おかあさん     | 椰川善郎   |
| 第11週 | 61 - 66   | 6月06日 - 06月11日 | あいたい       | 久保田充   |
| 第12週 | 67 - 72   | 6月13日 - 06月18日 | やりたいこと   | 伊勢田雅也 |
| 第13週 | 73 - 78   | 6月20日 - 06月25日 | とうきょうへ   | 亀村朋子   |
| 第14週 | 79 - 84   | 6月27日 - 07月02日 | すき           | 椰川善郎   |
| 第15週 | 85 - 90   | 7月04日 - 07月09日 | まけない       | 伊勢田雅也 |
| 第16週 | 91 - 96   | 7月11日 - 07月16日 | こころ         | 椰川善郎   |
| 第17週 | 97 - 102  | 7月18日 - 07月23日 | よみがえれ     | 亀村朋子   |
| 第18週 | 103 - 108 | 7月25日 - 07月30日 | かえろう       | 伊勢田雅也 |
| 第19週 | 109 - 114 | 8月01日 - 08月06日 | うごきだす     | 椰川善郎   |
| 第20週 | 115 - 120 | 8月08日 - 08月13日 | まなざし       | 東山充裕   |
| 第21週 | 121 - 126 | 8月15日 - 08月23日 | ほんとのきもち | 吉田努     |
| 第22週 | 127 - 132 | 8月22日 - 08月27日 | ふれあい       | 椰川善郎   |
| 第23週 | 133 - 138 | 8月29日 - 09月03日 | はじめのいっぽ | 東山充裕   |
| 第24週 | 139 - 144 | 9月05日 - 09月10日 | さらばジョンコ | 伊勢田雅也 |
| 第25週 | 145 - 150 | 9月12日 - 09月17日 | ゆめはかなう   | 椰川善郎   |
| 第26週 | 151 - 156 | 9月19日 - 09月24日 | たびだち       | 東山充裕   |
| 最終週 | 157 - 162 | 9月26日 - 10月01日 | やさしいえがお | 伊勢田雅也 |

## 放送休止
2005年8月16日再放送分：11時46分25秒に発生した宮城県沖地震に伴う非常報道体制による。翌17日に12時45分 - 13時、13時5分 - 13時20分に放送された。

## 特別編
2005年7月18日の本編放送終了後の8時35分 - 9時30分に特別編「"わたしのファイト" 覚えてますか?10代、戦う勇気と信じる心」が放送された。前半戦のダイジェスト版だけでなく、番組出演者の10代の思い出や視聴者からの投書も取り上げられた。副音声解説はない。

## 総集編
2006年3月6日から9日までBS2で、同年3月21日に総合で総集編が放送された。
- 第1回「ただしいこと」
- 第2回「しんじる」
- 第3回「よみがえれ」
- 第4回（最終回）「やさしいえがお」

## イベント
- 2005年6月12日に東京競馬場でイベントが開かれ、サイゴウジョンコのパドックでのデモンストレーションと、瀬川亮によるトークショーが昼休みに、この日のメインレース「エプソムカップ」の優勝馬関係者に対する表彰のプレゼンターを瀬川が行った。
- 2006年5月3日に馬事公苑で北海道に旅立つジョンコことダンスアワルツのお別れ会があり、特別ゲストとして瀬川亮が出席した。

## 関連商品

### 書籍
- NHK連続テレビ小説「ファイト」ノベライズ本 橋部敦子・脚本 百瀬しのぶ・ノベライズ 全3巻（角川書店）
- 連続テレビ小説「ファイト」（NHKドラマ・ガイド）NHK出版編集（日本放送出版協会）
- ピアノソロ 中級 NHK連続テレビ小説 ファイト (楽譜)（YAMAHA）

### CD・DVD
- 連続テレビ小説「ファイト」サウンドトラック 榊原大・作曲（BMG JAPAN）
- 連続テレビ小説「ファイト」由紀さおり・清水ミチコ〜絹子の愛唱歌 由紀さおり・清水ミチコ・歌（東芝EMI）
- 連続テレビ小説「ファイト」総集編 全4回（NHKエンタープライズ）